# آلبولودوی
آلبولودوی (به اسپانیایی: Alboloduy) دهستانی در استان آلمریای اسپانیا است.
در این دهستان ۷۶۵ نفر زندگی می‌کنند. مساحت این دهستان ۶۹٫۵۱ کیلومتر مربع است.